# Лукутин, Николай Александрович
Николай Александрович Лукутин (1853—1902) — московский купец, владелец фабрики федоскинской лаковой миниатюры.

## Происхождение
Происходил из старинного купеческого рода, — один из его предков, Василий Прокофьевич Лукутин (1679—1766), как указывалось в Московской переписи 1725 года, числился в московском купечестве и торговал в Золотом ряду, жительство имел в Кадашевской слободе; его сын Андрей Васильевич (1723—1806) — купец 1-й гильдии — с рядом других московских купцов выступил с инициативой строительства в Москве Гостиного двора. Следующее поколение, Василий Андреевич (1757—1830) и Семён Андреевич (1766—1853) — первостатейные купцы — имели право на ношение шпаги и могли ездить по Москве в экипаже с четверкой лошадей; были выборными заседателями в уголовную палату, заседателями Московского совестного суда, входили в состав директоров московской конторы Коммерческого банка. Дед Н. А. Лукутина, Пётр Васильевич (1784—1864) — сын Василия Андреевича, получил от своего тестя П. И. Коробова фабрику изделий из папье-маше; при нём табакерки, шкатулки и другие изделия фабрики стали украшать живописными миниатюрами, получившими наименование федоскинская миниатюра. Затем семейное предприятие возглавил Александр Петрович Лукутин (1819—1888), в годы управления которого продукция фабрики стала конкурировать с европейскими образцами; получала медали на российских и зарубежных выставках.

## Биография
Николай Александрович Лукутин стал фактически последним владельцем фабрики лаковой миниатюры.
В молодости он служил в Уланском короля Баварского полку; был награждён за турецкую кампанию 1877—1878 годов тремя орденами, среди них — орден Св. Анны 4-й степени. Когда в возрасте 33 лет умер старший брат Пётр, продолжать семейное дело пришлось младшему брату. При нём появились  третий (1882), и четвёртый (1896) гербы в клейме на изделиях фабрики. Вступив в 1888 году, после смерти отца, во владение фабрикой, Николай Александрович Лукутин построил для неё (в 1893 году) новое здание — вместо обветшавшего; разработал и ввёл «Правила внутреннего распорядка в мастерских бумаго-лакировочного производства». Открыл в своём доме на Тверской (ныне дом № 18) магазин лаковой миниатюры. В этот период в сюжетах миниатюры стали преобладать мотивы, навеянные древними былинами и сказаниями.
Ещё Н. А. Лукутин был членом правления, а затем директором «Товарищества Норской мануфактуры», а также почётным членом Московского совета детских приютов, директором Александрийского детского приюта, председателем Совета глазной больницы, директором Московского филармонического общества. Когда к нему обратился К. С. Станиславский Н. А. Лукутин вошёл в «Товарищество для учреждения Общедоступного театра» и оказал финансовую поддержку. Он был включён в правление созданного и возглавляемого Станиславским Общества искусства и литературы. В одной из постановок Станиславского — пьесе «Плоды просвещения» Л. Н. Толстого, Лукутин даже вышел на сцену в небольшой роли Петрищева. За большую общественную и благотворительную деятельность Николай Александрович Лукутин был возведён в 1900 году в потомственное дворянское достоинство.
В 1901 году «Т-во скоропеч. А. А. Левенсон» выпустило в свет «Каталог русского фарфора коллекции Н. Л. Лукутина».
Похоронен в Донском монастыре на обширном семейном участке купцов Лукутиных.
Его жена, дочь Г. И. Хлудова Любовь Герасимовна, после смерти мужа закрыла фабрику в 1904 году, однако усилиями её работников в 1910 году дело было продолжено: учреждена «Федоскинская трудовая артель бывших мастеров фабрики Лукутиных».
Дочь, Любовь Николаевна (1886—1965) была замужем за действительным статским советником адвокатом В. В. Пржевальским (1869—1919), сыном В. В. Пржевальского.